# Storia dell'Umbria

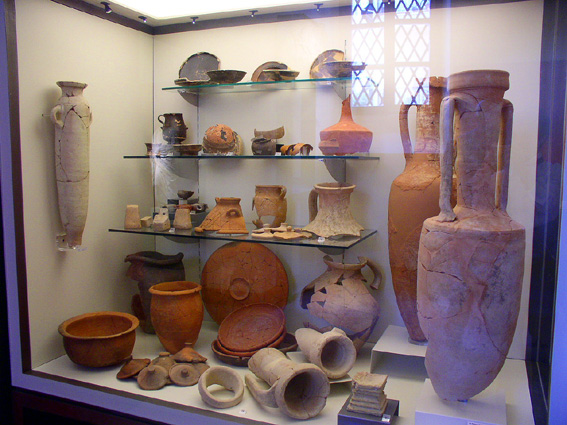
Alcuni reperti conservati al Museo archeologico di Terni

La storia dell'Umbria riguarda le vicende storiche relative all'Umbria, regione dell'Italia.

## Preistoria
Già per il Neolitico si sono riscontrate tracce di insediamenti umani di un certo rilievo, molti degli oggetti relativi a tali testimonianze sono conservati presso il Museo archeologico di Perugia

## Storia antica

### Gli Umbri
Nel II millennio a.C. si era già stabilita nella zona compresa tra le coste dell'Adriatico fino a Ravenna e il Tevere una popolazione indoeuropea (di ceppo proto-italico, originaria dell'Europa centrale) i cui appartenenti verranno successivamente definiti Umbri. Gli Umbri erano affini (o forse essi stessi erano i progenitori) ai Sabini e ai Sanniti e diedero vita a molte città dell'Umbria odierna, tra cui quelle che oggi chiamiamo Amelia (Ameria), Assisi (Asisium), Città di Castello (Tifernum), Foligno (Fulkinion, o Fulginium), Gualdo Tadino (Tadinum), Gubbio (Ikuvium), Narni (Narnia Nahars), Nocera Umbra (Nuceria), Otricoli (Ocriculum), Spello ("Hispellum") Spoleto (Spoletium) e Terni (Interamna Nahars) la più importante. Queste popolazioni originarie dell'Europa centro-est (tribù migratorie protoceltiche e proto-germaniche) scesero in Italia e si fusero insieme dando vita alla popolazione conosciuta poi con il nome di Umbri. La tribù principale era quella dei Namharti, Umbri della valle del Nera (conca ternana). Infatti a Terni, a partire dal 1884, in occasione degli scavi per l’edificazione delle Acciaierie, venne alla luce una necropoli (un patrimonio inestimabile di tremila tombe) tra le più vaste d’Europa - dello stesso periodo e della stessa popolazione di Golasecca e Villanova, ma che ora gli storici definiscono Cultura dei campi di Urne - segno che la zona era molto popolata fin dai tempi preistorici. Fu rinvenuta - rispetto ad altre regioni dell'attuale Umbria - una gran mole di reperti archeologici che avrebbe potuto trovare una giusta collocazione nel nuovo Museo Archeologico della città, tuttavia fu chiusa nei depositi della Soprintendenza e, in minima parte, fu esposta nei musei di Perugia, Spoleto e Roma. Tali manufatti sono ancora visibili con: falcette druidiche, vasi biconici, svastiche celtiche, spade ad antenna, cavalli sepolti (tipici della cultura celtica) e arredi funerari identici alle necropoli della civiltà di Golasecca (Canton Ticino, Lombardia e Piemonte) e a quelle di Urnenfelder (Cultura dei campi di Urne) di area transalpina e danubiana con analogie identiche a quelle delle culture proto-celtiche di Hallstatt e La Thene. Molti storici, italiani e non, compreso l’archeologo Massimo Pallottino, consci della straordinaria particolarità di questi stanziamenti, li definirono con il termine Cultura di Terni, riconoscendone dunque il grande valore storico a livello internazionale.
Nell’Italia ai tempi di Augusto la VI Regio è denominata Umbria et Ager Gallicus e Interamna (Terni, città più importante della VI Regio) e Narnia (Narni) fanno parte della stessa regione con Sena Gallica-Senigallia, terra dei Celti Senoni, mentre sono completamente escluse tutte le città ad ovest del fiume Tevere, cioè in particolar modo Orvieto e Perugia (città madri, o Lucumonie, dell'Etruria). Per un certo periodo l'Italia centrale è divisa con gli Etruschi nella parte verso il Tirreno, e gli Umbri nella parte verso l'Adriatico. Questa "pax" geografica è destinata a non durare, e i mediorientali Ittiti ed Enotri (Romani), alleati con le popolazioni del sud dell'Italia (Greci, e mediorientali) sopraffanno i Celtumbri: Senoni, Naharti ecc.
La fine dell'egemonia che si era creata tra gli antichi Etruschi e i"nuovi mediorientali" di Roma, fu rotta dai Piceni, (o per meglio dire coi greco-siracusani di Ancona e Numana) che, a causa di diatribe con gli Umbri dell'attuale Umbria,  si allearono con i "romani". Il Sannita Gelio Egnazio, era riuscito a fare una coalizione per combattere i "romani" tra Sanniti, Etruschi, Umbri-Galli Senoni, ma non era riuscito ad avere come alleati i Greco-Siracusani-Piceni di Numana ed Ancona.
La vittoria della coalizione che avrebbe potuto favorire la formazione di una possibile nazione federale italica, fallì nella famosa battaglia del Sentino detta anche delle nazioni, nel 295 a.C.. Cugini degli Umbri centro settentrionali furono tutte quelle popolazioni del centro-sud, chiamate con il nome di popolazioni del gruppo Osco-Umbro. Esse occupavano il bacino superiore del Tevere, cioè i Sanniti, delle montagne dell’Abruzzo divisi in: Carencini, Pentri, Caudini, Irpini, Equi, Frentani e Volsci. Legati al ceppo dei Sanniti sarebbero anche i Lucani, i Bruzi, i Marrucini, i Marsi, i Vestini e gli Osci, che i Romani riunivano sotto il nome di Sabelli assieme agli Apuli, abitanti della Puglia prima dell’insediamento delle popolazioni illiriche, anche questi di origine osco-umbra, ma non meglio identificati e ai Sabini, nati dagli Umbri tramite la pratica di migrazione detta ver sacrum, l’esodo rituale di gruppi di giovani inviati alla ricerca di nuove sedi.
Con l'incremento della potenza militare dei popoli confinanti (i Sabini a sud, i Piceni a est, gli Etruschi ad ovest e i Galli Senoni a nordest), i confini del vasto territorio umbro iniziarono forzosamente a restringersi entro gli ambiti che sarebbero divenuti quelli della Sexta Regio augustea.

### Gli Etruschi
Gli Etruschi furono presenti in varie parti dell'attuale Umbria, alla destra del Tevere (territorio chiamato Etruria Tiberina) e sono numerose le testimonianze dei loro insediamenti. A Perugia (anticamente Perusia) è visibile ancora oggi la cerchia muraria costruita tra il IV e il II secolo a.C., e sono presenti diverse tombe ipogee: dei Volumni, di San Manno e dei Cutu. Ad Orvieto, l'antica Volsinii etrusca, sono venuti alla luce numerosi reperti provenienti dalle necropoli (conservati nel Museo Archeologico Nazionale di Orvieto). Nei pressi di Orvieto, in un luogo ancora non identificato chiamato Fanum Voltumnae, si svolgevano annualmente i giochi confederati etruschi. Per secoli Umbri ed Etruschi si combatterono duramente per il dominio della regione, fino a quando, nel 299 a.C. le legioni romane iniziarono l'invasione del territorio umbro.

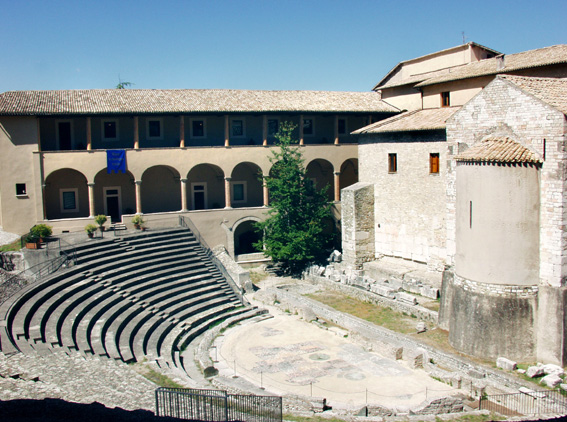
Spoleto, il Teatro Romano

### I Romani
Le rivalità tra Umbri ed Etruschi contribuì a favorire la politica espansionistica di Roma, che, dopo aver occupato Narni nel 299 a.C. si impossessò dell'intera regione a seguito della vittoriosa Battaglia del Sentino (295 a.C.). Nello scontro la città latina si impose su una coalizione di Sanniti, Umbri, Galli ed Etruschi. Gli Umbri divennero da allora fedeli alleati dei Romani, richiesti come soldati scelti e, secondo la tradizione, vero e proprio nerbo di molte legioni romane.
Furono istituite colonie romane a Senigallia (Sena Gallica, 283 a.C.), Rimini (Ariminum, 268 a.C.), Spoleto (Spoletium 241 a.C.) e furono realizzate importanti opere pubbliche come la via Flaminia (220 a.C.) tra Roma e Rimini. Durante la seconda guerra punica e l'invasione di Annibale vennero combattute in territorio umbro la battaglia del Lago Trasimeno (217 a.C.), presso l'attuale Tuoro sul Trasimeno e la battaglia di Plestia (presso l'attuale Colfiorito, non lontano da Foligno).
Nel 90 a.C. vennero concessi agli Umbri gli stessi diritti amministrativi e civili dei Romani, ossia lo status di cives romani. Durante la guerra civile scoppiata fra Marco Antonio e Ottaviano, Perugia divenne l'ultima roccaforte dei seguaci di Marco Antonio: assediata, capitolò e fu distrutta nel 40 a.C. e solo più tardi venne ricostruita per ordine dello stesso imperatore Augusto.
Lo stesso imperatore Augusto, nella suddivisione amministrativa dell'Italia, creò una regione Umbria, la Regio VI Umbria, che però non corrispondeva all'attuale: infatti non ne facevano parte le città poste sulla riva destra del Tevere, come Perugia e Orvieto, integrate nell'Etruria (VII regione), mentre vi erano inclusi territori non rientranti nell'Umbria odierna, come le zone più settentrionali, comprese tra Senigallia a Rimini (Ager Gallicus) e incardinate sulla via Flaminia.
Durante le invasioni barbariche che colpirono l'Impero romano d'Occidente nel V secolo, l'Umbria fu teatro di sanguinosi scontri, carestie e degrado economico; le uniche autorità che tentarono di arginare la drammatica situazione che si era venuta a creare furono quelle ecclesiastiche che si erano andate affermando nel territorio fin dalla seconda metà del secolo precedente.

## Storia medievale e moderna

### I Longobardi
Tramontato l'Impero Romano e deposto l'ultimo imperatore d'Occidente nel 476 da parte dell'Erulo Odoacre, il territorio subì l'invasione barbarica degli Ostrogoti cui fece seguito la conquista bizantina e, successivamente longobarda. Il Cristianesimo si era nel frattempo diffuso in Umbria e la regione contava nel V secolo 21 diocesi.
Gli Ostrogoti di Totila, prima di essere sconfitti a Gualdo Tadino nel 552 dalle truppe del generale bizantino Narsete, conquistarono Assisi, distrussero Spoleto e assediarono Perugia.
Nel 571 i Longobardi, dopo aver conquistato la pianura Padana, discesero l'Appennino e fondarono in Umbria nel 575 il ducato di Spoleto che restò formalmente indipendente fino al 1250. L'Umbria venne così divisa in due blocchi ben distinti: il ducato longobardo e la lunga e stretta fascia del cosiddetto Corridoio bizantino: Bisanzio manteneva infatti il possesso di un percorso tra Roma e l'Esarcato di Ravenna. Il perno del sistema difensivo era rappresentato da Perugia, governata da un "esarca", che invano i Longobardi cercarono di conquistare. Poiché il ducato di Spoleto controllava la via Flaminia i collegamenti tra Ravenna e Roma si svolsero per quasi mezzo secolo, su un percorso alternativo più ad occidente, lungo la strada Amerina (Roma, Nepi, Faleri, Amelia, Todi, Bettona, Perugia), che si ricongiungeva alla Flaminia a Scheggia, al di fuori cioè del territorio longobardo. Il "corridoio Bizantino" isolò tuttavia la regione dalle grandi correnti dei commerci e dei pellegrinaggi, che preferirono le vie più tranquille del Lazio e delle Marche. Nel 774, con la sconfitta del re longobardo Desiderio ad opera di Carlo Magno, le terre umbre furono integrate nel regno dei Franchi e fu lo stesso Carlo a donare i domini umbri al Papa mantenendo, però, su di essi, un non precisato "diritto di supremazia" che scatenerà, alla fine, la lotta tra Impero e Chiesa per il controllo del territorio.

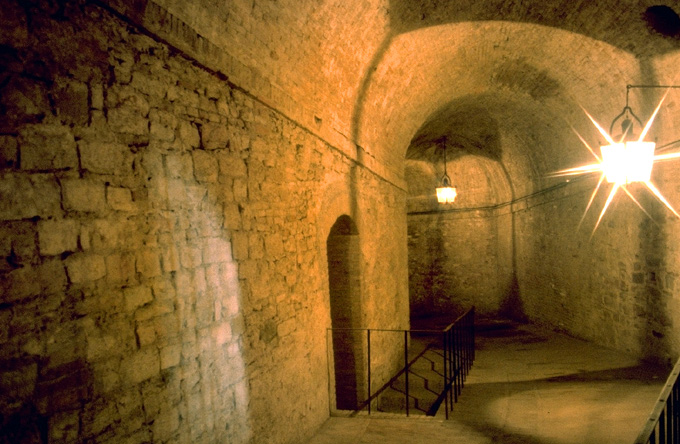
Perugia, l'interno della Rocca Paolina

### Comuni e signorie
Con il crollo dell'impero di Carlo Magno, l'autorità del papato si consolidò fortemente e la Chiesa annetté città e territori umbri allo Stato pontificio, investendo i vescovi di ampi poteri secolari. Le città iniziarono tuttavia a reclamare maggiore autonomia e vennero creati i primi liberi comuni, che furono spesso in lotta tra loro, sia per motivi territoriali che politici. Ai Guelfi, sostenitori del potere temporale della Chiesa, si opposero i ghibellini, fedeli all'imperatore. Perugia fu per questo motivo a lungo in guerra contro Assisi e Foligno.
Nel XIV secolo, come in altre regioni, l'Umbria fu caratterizzata dal nascere di signorie locali, come quelle dei Monaldeschi ad Orvieto, degli Atti a Todi, dei Vitelli a Città di Castello, dei Gabrielli a Gubbio, degli Anastasi, prima, e dei Trinci, poi, a Foligno, dei Baglioni a Perugia e nella contea di Spello e di Bettona, dei della Corgna a Castiglione del Lago, titolari di un marchesato, poi ducato, dei conti Fiumi a Sterpeto d'Assisi, dei marchesi Patrizi a Montoro (Narni) e dei duchi Bonelli a Salci (Città della Pieve). Tali signorie si sarebbero ulteriormente sviluppate nel secolo successivo anche se nell'ambito dello Stato Pontificio, che era riuscito a ristabilire il suo controllo sulla regione fin dalla fine del Trecento, grazie soprattutto all'intervento politico-militare del cardinale Egidio Albornoz, incaricato appunto di ricondurre all'ordine tutti i territori della Chiesa in vista del ritorno della sede pontificia da Avignone a Roma. A Terni, alla fine del XIV secolo e nel primo ventennio del XV secolo, ci fu la più importante famiglia della città (una delle più antiche e la prima per lignaggio) che era quella dei Castelli e che ebbe una Signoria (spettro) non dichiarata ufficialmente come tale, ma di fatto in vigore, sia dal punto di vista politico che militare. Quest'ultimo, fu un caso più unico che raro, tuttavia questa "primissima" famiglia ternana seppe muoversi perfettamente nell'ambito degli statuti comunali ancora vigenti conquistando la sua supremazia rispettando gli statuti delle leggi cittadine e della volontà del popolo. Va segnalato che la maggior parte delle città umbre (cioè quelle tuttora principali) riuscirono nonostante tutto a conservare, fino agli inizi del XVI secolo, le proprie libertà municipali pur ribadendo dei vincoli di vassallaggio (spesso nominale) nei confronti della Santa Sede. Nel 1441 la parte settentrionale del territorio umbro subisce la decurtazione di Sansepolcro, ceduta a Firenze da papa Eugenio IV.

### Il tramonto delle autonomie municipali

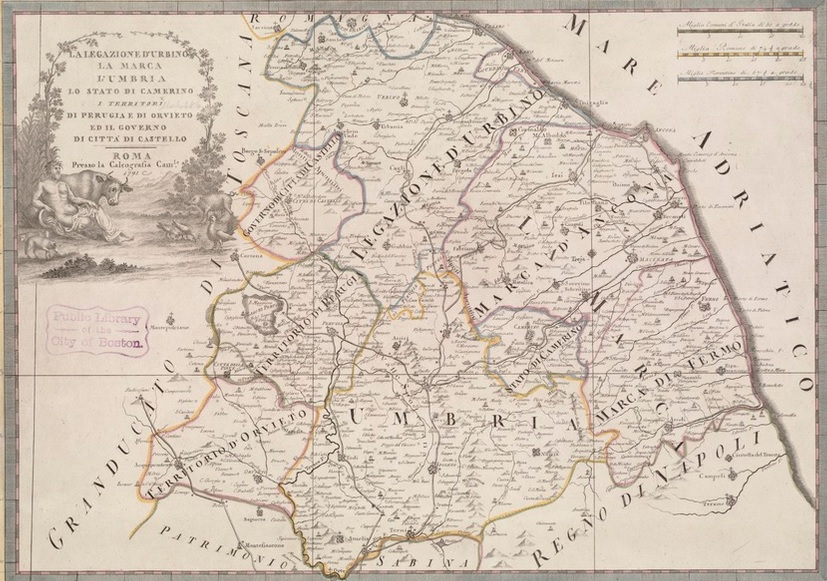
Le legazioni di Umbria e Marche nello Stato della Chiesa (1791).

Dalla prima metà del Cinquecento alla fine del Settecento l'Umbria rimase ai margini della storia italiana, con il completo asservimento allo Stato Pontificio e la fine delle autonomie municipali. Le città della regione furono infatti definitivamente assorbite dallo Stato della Chiesa perdendo la propria sfera di autonomia interna. Le lotte intestine e il fallimento di alcune rivolte contro il potere ecclesiastico favorirono infatti il dominio diretto del Papato sul territorio. Emblematico a questo proposito è il caso di Perugia. Nel 1540  i Perugini si ribellarono allo Stato Pontificio a causa di un'imposta sul sale, ma la rivolta venne repressa duramente da papa Paolo III, che fece radere al suolo le dimore dei Baglioni e su di esse fece erigere, poco dopo, la Rocca Paolina. Nel 1564 a Terni i Banderari, rappresentanti della borghesia, furono estromessi dal "Consiglio comunale" causando una rivolta popolare contro il clero e la nobiltà, anch'essa duramente repressa dalle truppe del cardinale Monte Valenti.

## Storia contemporanea

### La fine del potere della Chiesa
Con l'Illuminismo e la Rivoluzione francese del 1789, anche in Umbria si diffusero i primi moti di rivolta contro il potere ecclesiastico. Per ben due volte la Chiesa vide spezzato il proprio dominio sui territori umbri: tra il 1798 e 1799, quando le truppe francesi invasero la regione annettendola alla Repubblica Romana, e tra il 1809 e il 1814 quando divenne un dipartimento dell'Impero napoleonico con capitale prima a Foligno e poi a Spoleto.
Alla caduta di Napoleone e del suo Impero (1815), la Chiesa rientrò in possesso della regione, riuscendo a soffocare sia i moti del 1848, sia quelli del 1859, scoppiati a Perugia. Nel settembre 1860, a seguito dell'entrata delle truppe piemontesi a Perugia (14 settembre) e in Umbria, l'intera regione venne incorporata nel nascente regno d'Italia. Tale riunificazione fu sancita da un plebiscito tenuto nel novembre di quello stesso anno (1860).

### L'Umbria nel Regno d'Italia
Il territorio mantenne inizialmente la vecchia suddivisione in sei circondari (Perugia, Orvieto, Spoleto, Foligno, Terni e Rieti), riuniti in seguito nella provincia di Perugia. Nel 1927 venne istituita la provincia di Terni, nata dall'unione dei vecchi circondari di Terni e Orvieto e fu creata la provincia di Rieti che passò al Lazio.
Nei decenni immediatamente successivi all'unificazione, vennero costruite in regione le prime ferrovie: nel 1866 fu completata sia la Roma-Ancona, con l'apertura delle stazioni di Terni, Spoleto e Foligno, sia la Terontola-Perugia. Fra gli anni settanta e ottanta dell'Ottocento si sviluppò a Terni la Fabbrica d'Armi, tuttora attiva, e, successivamente, la Società degli Altiforni, Fonderie e Acciaierie, che prima della fine del secolo diverrà una delle massime imprese siderurgiche italiane. Nel 1889 fu fondata la Banca di Perugia, primo grande istituto di credito umbro.
Agli inizi del Novecento l'Umbria aveva una popolazione (residente) di 675.352 abitanti su una superficie di 9.709 km² (compreso il circondario di Rieti, che all'epoca faceva ancora parte della regione). La notevole pressione demografica e la povertà diffusa furono all'origine del fenomeno migratorio che proprio nel primo quindicennio del XX secolo raggiunse le sue punte più alte. Preoccupante era inoltre il basso livello di alfabetizzazione che, ancora nel 1911, coinvolgeva il 49% circa dell'intera popolazione regionale.

## Realtà umbra nel periodo dell'emigrazione italiana in America[3]
Tra il 1872 e il 1981 la regione Umbria ha registrato un saldo migratorio negativo pari a 270.000 unità. Nel 1911 se ne vanno circa 80.000 emigranti, 55.000 tra 1952 e 1961, altrettanti nel decennio seguente. Nel 1906 e 1907 Amelia risulta essere il primo comune nel circondario di Terni per numero di emigranti.
Le principali cause del fenomeno sono la penuria economica e il fatto che la società era frenata nella propria mobilità interna.
Secondo alcuni storici l'Umbria nella sua storia è caratterizzata dal fatto di essere una regione che prende la via dell'emigrazione ogni volta in cui si trova dinanzi a trasformazioni economiche e sociali. Probabilmente ad aggravare la situazione anche la mancata riforma politica nell'Amerino:
“I contadini del nostro territorio emigrano. Pochi giorni or sono ne partirono alcuni dei dintorni di Amelia per andare a cercare un pane nella lontana America, al Brasile. È questo un fatto che sorprende e addolora, perché la nostra popolazione agricola per le condizioni veramente eccezionali dei contratti agrari, dovrebbe risentir meno che le altre d'Italia del disagio economico generale della patria nostra. Ma pur troppo è la verità”.
Un altro problema fondamentale dell'Amerino era l'incertezza di un blocco sociale intermedio formato dai ceti proprietari contadini e artigiani. C'era notevole differenza tra emigranti italiani rassegnati alle difficile condizioni economiche dei loro luoghi di provenienza rispetto agli altri emigranti europei colti anche da desiderio di avventure: '“I nostri concittadini cercano il pane, gli altri il frutto più copioso dei propri capitali. Quelli portano all'estero la miseria perché cessi, questi la ricchezza perché fruttifichi”.
Il grande sciopero agrario ebbe come epicentro il comune di Narni, vicino ad Amelia. L'apice della rivolta si raggiunse nel 1902 quando scioperarono circa 15.000 lavoratori: ad aggravare la situazione lo sviluppo di una grande industria protetta, concentrata nella piana di Terni e la mancata evoluzione dell'agricoltura. Questo determinò una certa subalternità culturale delle campagne rispetto ai centri urbani. La classe operaia di Terni si formò in contrapposizione alla cultura del contado limitrofo invece che unirsi in associazioni sindacali e politiche comuni.
Anche la necessità di un riscatto dalla propria condizione di minorità, piccola regione senza sbocchi sul mare e distante dalla più importanti vie di comunicazione, potrebbe essere una plausibile spiegazione alla emigrazione umbra.

### La seconda guerra mondiale
Terni in particolare fu la città umbra più duramente colpita durante la Seconda guerra mondiale. La presenza del suo centro industriale, soprattutto delle acciaierie, ne fece il bersaglio di ben 108 bombardamenti aerei degli anglo-americani, che causarono molte migliaia di vittime civili. La città è fra quelle decorate al Valor Militare per i sacrifici delle sue popolazioni e per l'attività della lotta partigiana.
Non mancarono pesanti bombardamenti con numerose vittime anche in altre città Umbre, come a Foligno o Umbertide, nonché episodi di repressione e vere e proprie stragi ad opera dei nazifascisti, come ad esempio le 40 vittime dell'eccidio di Gubbio del 22 giugno 1944.
Nell'estate del 1944 l'avanzata degli alleati anglo-americani lungo la penisola italiana raggiunse finalmente l'Umbria. Le truppe della V Armata americana, che risalivano la parte occidentale della regione, e quella della VIII Armata britannica, che avanzavano nella parte orientale, fra giugno e luglio di quell'anno riuscirono ad occupare e liberare l'intera Umbria.
Queste in dettaglio le date della liberazione dei centri umbri:
- 10 giugno: Norcia,
- 13 giugno: Narni e Terni,
- 14 giugno: Orvieto,
- 15 giugno: Spoleto,
- 16 giugno: Foligno e Spello,
- 17 giugno: Assisi e Gualdo Tadino,
- 20 giugno: Perugia
- 30 giugno: Castiglione del Lago,
- 22 luglio: Umbertide e Città di Castello,
- 25 luglio: Gubbio.

In alcuni casi, come a Terni e a Foligno, furono i partigiani ad entrare per primi in città, precedendo di poche ore l'arrivo delle truppe alleate.